# Sandra Truccolo
Sandra Truccolo (Venezia, 25 settembre 1964) è un'arciera italiana.
La sua vita cambia a 24 anni a seguito di un incidente stradale, fatto che però la avvicina al tiro con l'arco. 
Due volte campionessa del Mondo, una volta d'Europa, due volte medaglia d'oro ai giochi paralimpici di Atlanta e di Sydney nel tiro con l'arco a squadre.
Oltre al tiro con l'arco ha praticato e pratica altri sport: sub, canoa, sci, corso di guida sicura su neve e ghiaccio e corso automobilistico di velocità FISAPS.
Partecipa a conferenze sullo sport organizzate da Centro Sportivo Italiano e Unione Italiana Sport per Tutti, portando la sua esperienza nelle scuole e trattando argomenti quali doping, riflessioni sui valori dello sport, handicap.
Fa inoltre parte della Commissione Olimpia del Ministero per le pari opportunità, per la parità e le pari opportunità tra donne e uomini dell'Unione europea, per riconoscere e garantire libertà di scelte e qualità sociale a donne e uomini, per sostenere programmi che incentivino opportunità di partecipazione ad attività sportive, nelle scuole, nei luoghi di lavoro e nelle comunità, per bambine e donne alle stesse condizioni degli uomini e dei ragazzi.
È sposata dal 7 luglio 2007 con il canoista Daniele Scarpa.

## Palmarès
- Giochi paralimpici 
  - Atlanta 1996: oro a squadre, argento individuale
  - Sydney 2000: oro a squadre
  - Atene 2004: argento a squadre
- Campionati del mondo
  - 1999: oro a squadre
  - 2001: argento a squadre
  - 2003: oro individuale, argento a squadre
- Campionati europei
  - 1997: oro individuale

## Onorificenze
- 1994 - Medaglia d'oro al valore atletico; Medaglia d'argento al valore atletico;[2]
- 1995 - Medaglia di bronzo al valore atletico;[2]
- 1996 - Collare atleti (Campione paralimpico);[2]
- 2000 - Diploma d'onore (campione paralimpico);[2]